# Affaire de corruption La Línea

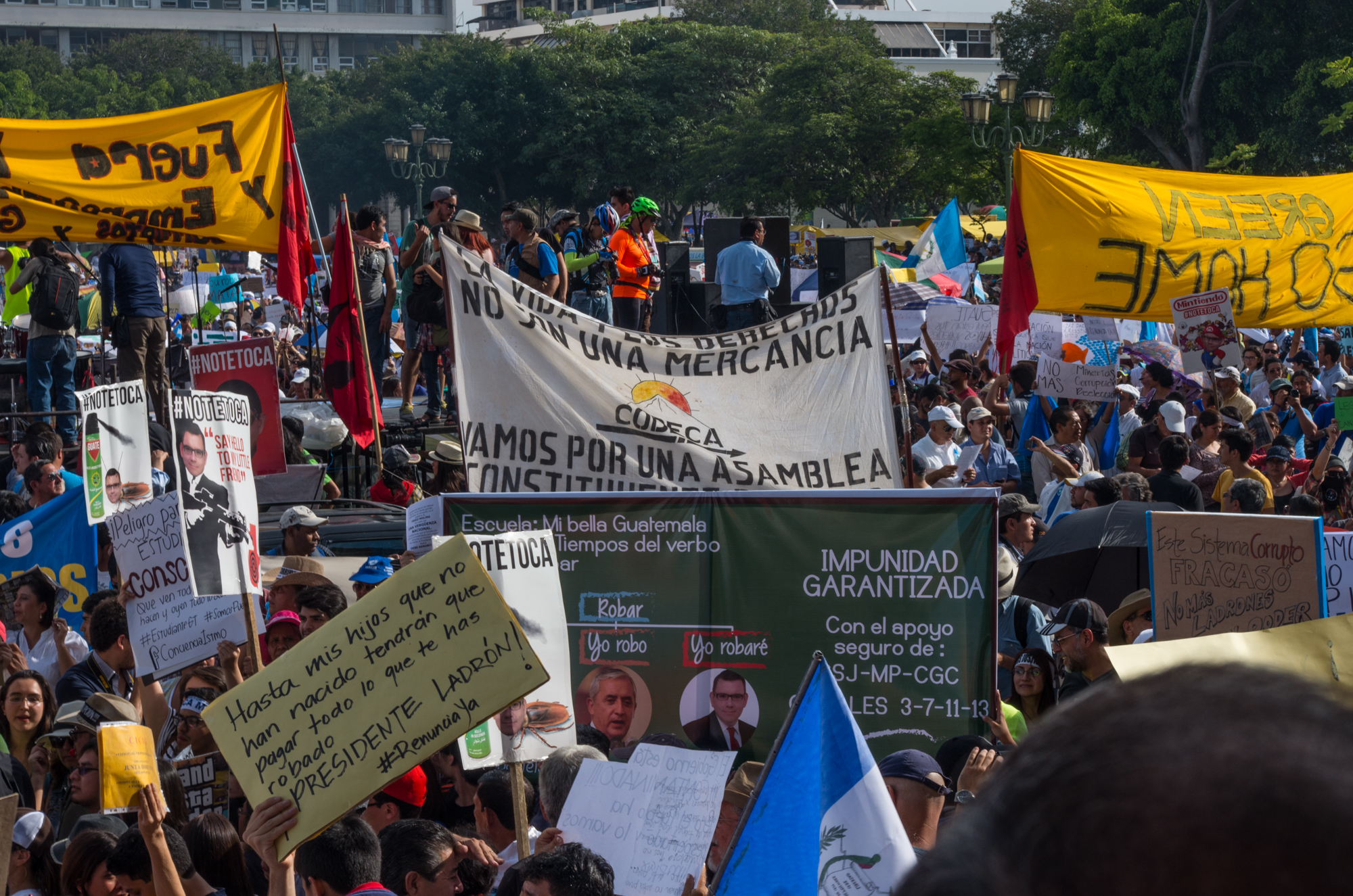
Manifestation du 30 mai 2015 à Ciudad de Guatemala demandant la démission du président Otto Pérez Molina.

L’affaire de corruption La Línea (« la ligne téléphonique ») a commencé au Guatemala le 16 avril 2015, lorsque la Commission internationale contre l'impunité au Guatemala (CICIG) implique de nombreux hauts responsables du gouvernement d'Otto Pérez Molina dans une affaire de fraude douanière. Cette affaire a provoqué une vague de manifestations de la population pour exiger la démission du président de Guatemala Otto Pérez Molina et de la vice-présidente Roxana Baldetti.
Le mardi 1er septembre 2015, Otto Pérez Molina perd son immunité présidentielle ; le 2 septembre, il démissionne ; le 3 septembre enfin, il est emprisonné, et est remplacé le même jour par Alejandro Maldonado Aguirre en tant que président de la République.

## Enquête

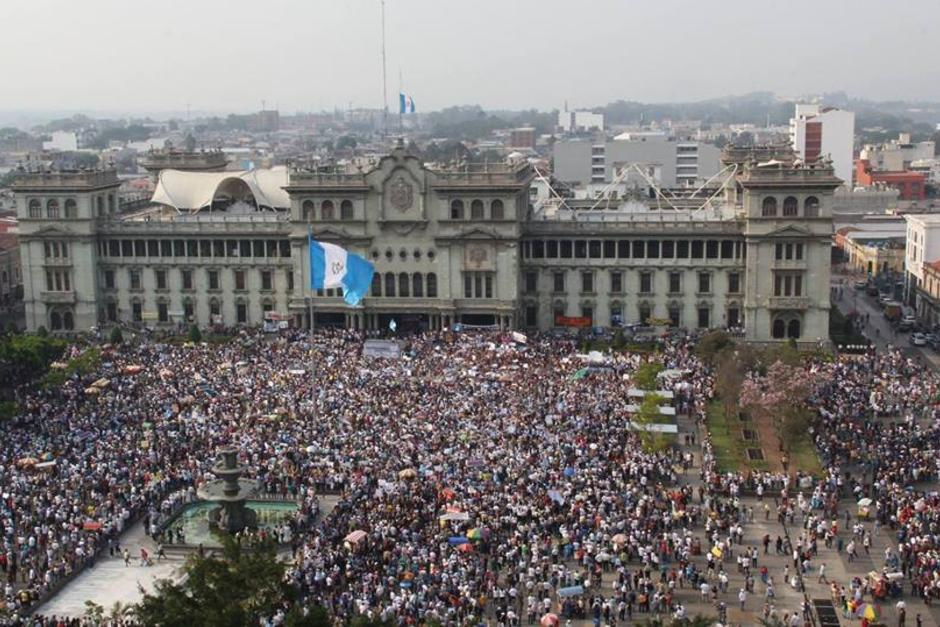
« Manifestation pacifique » le 25 avril 2015, place de la Constitution, à Ciudad de Guatemala.

Le 16 avril 2015, le parquet guatémaltèque et la Commission internationale contre l'impunité au Guatemala (CICIG), une entité des Nations unies chargée d’assainir le système judiciaire, donnent une conférence de presse où ils dévoilent l'existence d'un réseau de fraudeurs bien organisé bénéficiant de complicités de haut niveau à l'intérieur de l'administration fiscale guatémaltèque, la SAT. Ils accusent notamment Juan Carlos Monzón, l'ancien secrétaire de la vice-présidente Roxana Baldetti, d’avoir dirigé cet important réseau de corruption, grâce auquel de hauts fonctionnaires étaient suspectés d’avoir encaissé des dessous de table en échange de réductions des droits de douane encaissés.
Le 19 avril 2015, la vice-présidente Roxana Baldetti est mise en cause pour avoir reçu plusieurs chèques d'un montant total de 900 000 euros. Quelque 158 personnes sont entendues, et 27 d'entre elles sont placées en détention. Le réseau mafieux La Línea avait mis en place un système qui faisait bénéficier des entreprises importatrices de taxes douanières très réduites, en échange de pots-de-vin, grâce à un vaste réseau de corruption opérant à l'intérieur même du service des douanes et impliquant des dizaines de fonctionnaires et des membres du gouvernement. À la suite des premières révélations, une « manifestation pacifique » réunit plusieurs milliers de personnes dans la capitale, Ciudad de Guatemala.
Le réseau tire son nom, La Línea - c'est-à-dire « la ligne (téléphonique) » - du numéro de téléphone que tout importateur désireux d'obtenir la réduction des droits de douane pouvait appeler au sein de l'administration fiscale guatémaltèque (la SAT, la Superintendencia de Administración Tributaria de Guatemala). Le réseau comprenait de nombreux membres de l'administration fiscale situés à différents niveaux de la hiérarchie, chacun avec un rôle bien défini. Durant l'enquête, de mai 2014 à février 2015, le réseau a traité au moins 500 containers, engrangeant de substantiels pots-de-vin grâce au contrôle exercé sur les douanes de Puerto Quetzal et de Santo Tomás, ainsi que sur les douanes centrales.
Le président Otto Pérez Molina est ensuite accusé à son tour par le procureur de « faire partie d'une bande criminelle qui opérait depuis mai 2014 avec l'objectif de voler l’État ». Lors du message radio-télévisé qu'il adresse au pays le dimanche 23 août, le président réfute formellement les accusations portées contre lui et affirme qu'il ne démissionnera pas, jusqu'au moment où des écoutes téléphoniques apportent la preuve de son implication dans le réseau mafieux La Línea. Selon les calculs effectués, il aurait pu recevoir des pots-de-vin pour un total de 3,7 millions de dollars, au moyen de la fraude à la taxation sur les importations ainsi mise en place.

## Arrestations de la vice-présidente et du président

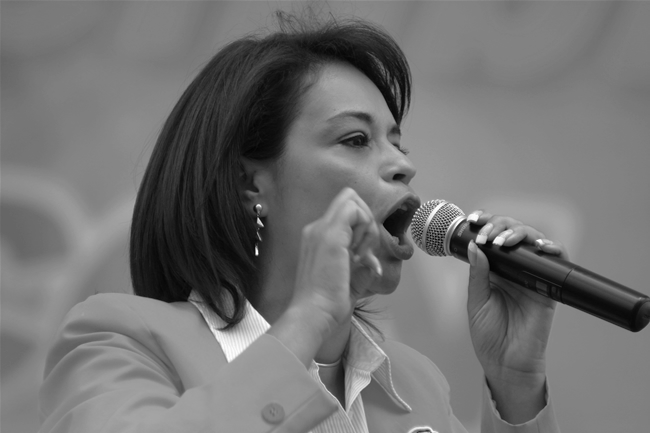
L'ex vice-présidente Roxana Baldetti en 2007.

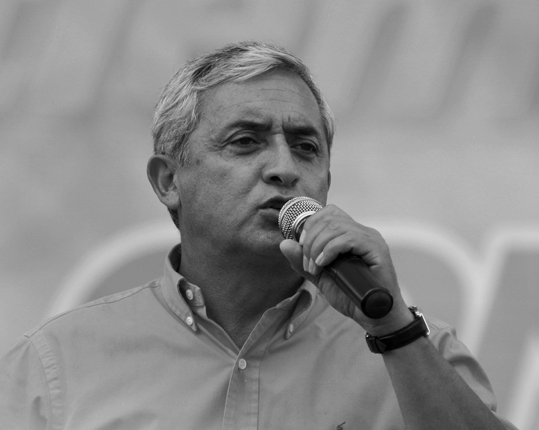
L'ex président Otto Pérez Molina lors des élections de 2007.

Le 21 août 2015, la CICIG et le Ministère public lancent un mandat d'arrêt à l'encontre de l'ex-vice-présidente Roxana Baldetti et une demande d'ouverture d'une enquête préliminaire à l'encontre du président Otto Pérez Molina, pour corruption, association illégale et fraude douanière. Lors de la conférence de presse donné ce même jour par ces deux entités, il est indiqué que des preuves obtenues lors des opérations menées le 16 avril 2015 démontrent que le secrétaire de Roxana Baldetti, Juan Carlos Monzón, n'était pas le chef du réseau La Línea, mais bel et bien le président lui-même et l'ex vice-présidente ; il est également suggéré lors de cette conférence que ces deux personnes étaient impliqués dans le réseau avant même d'avoir été élus au gouvernement,.
Roxana Baldetti est alors envoyée en prison préventive au Centre de détention préventive Santa Teresa, après avoir passé quelques jours dans la prison militaire de Matamoros, cependant que la population appelait à une grève générale dans tout le Guatemala. Finalement, le 2 septembre 2015, le président Pérez Molina présente sa démission, acceptée le 3 septembre par le Congrès de la République ; le même jour, Alejandro Maldonado Aguirre prête serment en tant que nouveau président de la République.
Le jeudi 3 septembre également, Otto Pérez Molina est placé en détention à la prison militaire de Matamoros, à la demande du juge Miguel Galvez. Le 8 septembre, il est maintenu en détention préventive.

## Conséquences
Le dimanche 6 septembre, se déroule le premier tour des élections par lesquelles les 7,5 millions d'électeurs guatémaltèques sont appelés à désigner un nouveau président, 158 députés et 338 maires.
L'affaire a eu de fortes conséquences sur le processus démocratique au Guatemala. Dans la continuité des manifestations organisées pour dénoncer la corruption et réclamer la démission d'Otto Pérez Molina, des milliers de manifestants vêtus de noir ont participé dans la capitale la veille des élections à une « marche funèbre » que l'un des collectifs citoyens nés à l'occasion de ces événements, le collectif « Un autre Guatemala maintenant », a qualifiées d'« élections imposées, immorales, illégales et illégitimes ». Sur sa page Facebook, le collectif « RenunciaYa » qui est à l'origine de la mobilisation citoyenne a, quant à lui, appelé à voter librement et en conscience.